# توماس تشاستين
توماس تشاستين (بالإنجليزية: Thomas Chastain)‏ (17 يناير 1921 في كندا - 1 سبتمبر 1994، مانهاتن في الولايات المتحدة)؛ روائي أمريكي.

## روابط خارجية
- توماس تشاستين على موقع IMDb (الإنجليزية)
- توماس تشاستين على موقع ديسكوغز (الإنجليزية)